# John Alexander Harvie-Brown
John Alexander Harvie-Brown (Larbert, 27 agosto 1844 – Dunipace, 26 luglio 1916) è stato un naturalista e ornitologo scozzese.

## Biografia
Harvie-Brown nacque vicino Larbert nella Scozia centrale, l'unico figlio di John Harvie-Brown e sua moglie, Elizabeth Spottiswoode, che era la figlia di Thomas Spottiswoode di Dunipace (il suo titolo era "Thomas Spottiswoode, IV di Dunipace "). John Alexander ereditò circa 2100 acri di terreno vicino a Dunipace.
Studiò alla Merchiston Castle School, in seguito frequentò sia l'Università di Edimburgo che l'Università di Cambridge

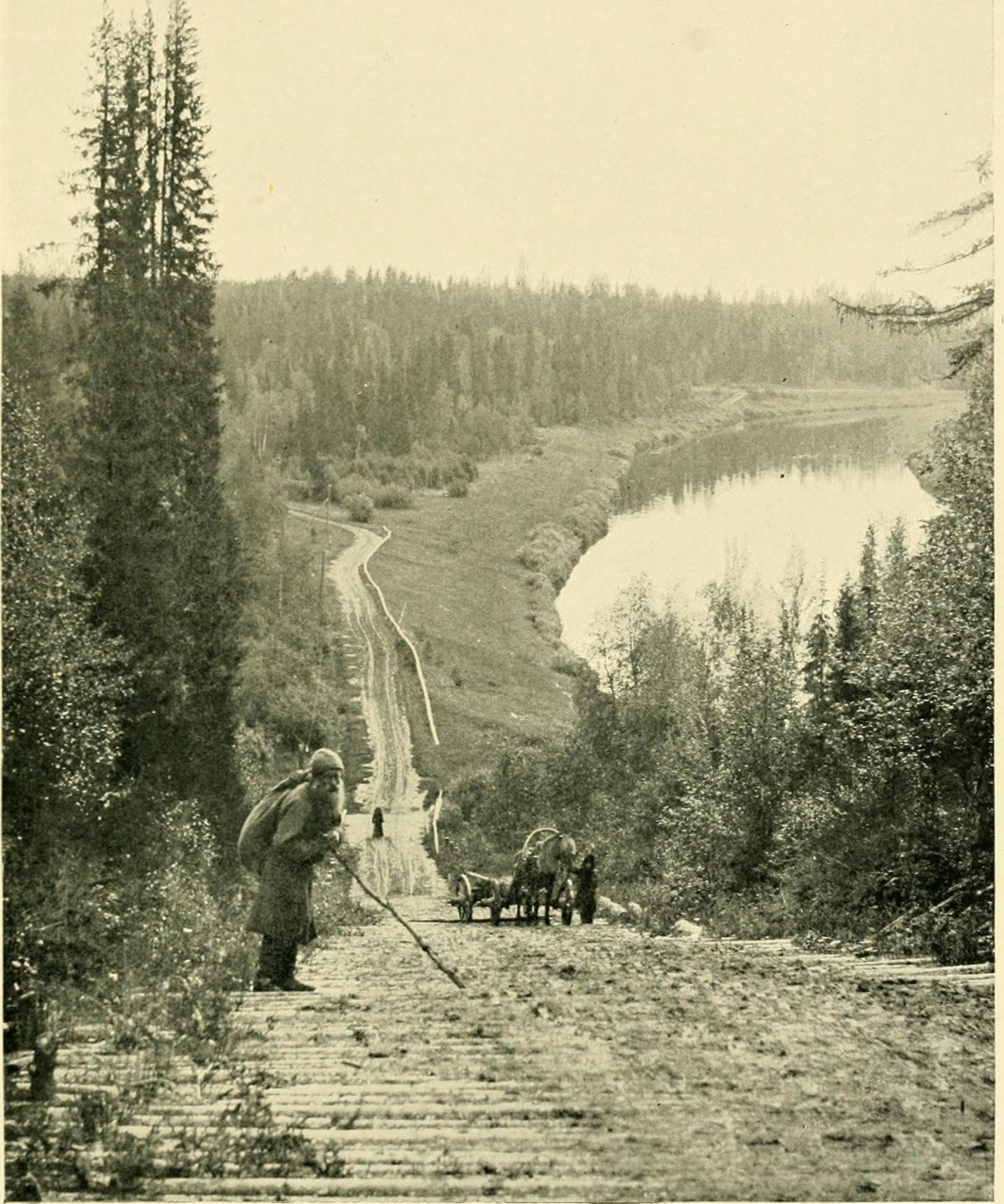
Viaggi di un naturalista nel Nord Europa (1905)

Da ricco proprietario terriero, poté dedicarsi all'ornitologia e ad altri studi naturalistici senza esercitare una professione. Fece viaggi a scopo ornitologico in Norvegia, Russia, Finlandia e Transilvania. Forse la sua spedizione più famosa fu quella con Henry Seebohm lungo il corso del fiume Pechora nel 1875, quando scoprirono le uova della pivieressa e del gambecchio comune. Per molti anni Harvie-Brown navigò ogni estate tra le isole della costa scozzese sul suo yacht "Shiantelle" (costruito nel 1887 a Fraserburgh ). Assieme ad H.W. Feilden, raccolse molte uova e pelli di uccelli dalle Ebridi, dalle Orcadi, dalle Isole Faroe e persino dall'isola di Rockall (niente uova ma pelli di uccelli in quest'ultimo caso).  Tuttavia, nel gennaio 1897 un incendio distrusse quasi totalmente la sua collezione.
Harvie-Brown morì nel 1916, dopo diversi annicon problemi di salute. Fu sepolto nel Dunipace Old Cemetery. Le sue pubblicazioni scientifiche furono quasi 250. Venne eletto membro onorario a vita dell'American Ornithologists' Union . Nel 1912 l'Università di Aberdeen gli conferì la laurea honoris causa in legge.

## Migrazione degli uccelli e British Association
Nel 1880 Alfred Newton convinse la British Association a sponsorizzare un comitato per lo studio della migrazione degli uccelli in tutto il mondo ma soprattutto lungo le coste dell'Inghilterra e della Scozia. Harvie-Brown, John Cordeaux e W. Eagle Clarke furono tra i più importanti contributori allo sforzo del comitato di cercare di reclutare i custodi di fari e navi-faro per effettuare e registrare i risultati delle osservazioni sulla migrazione degli uccelli.

## Opere parziali

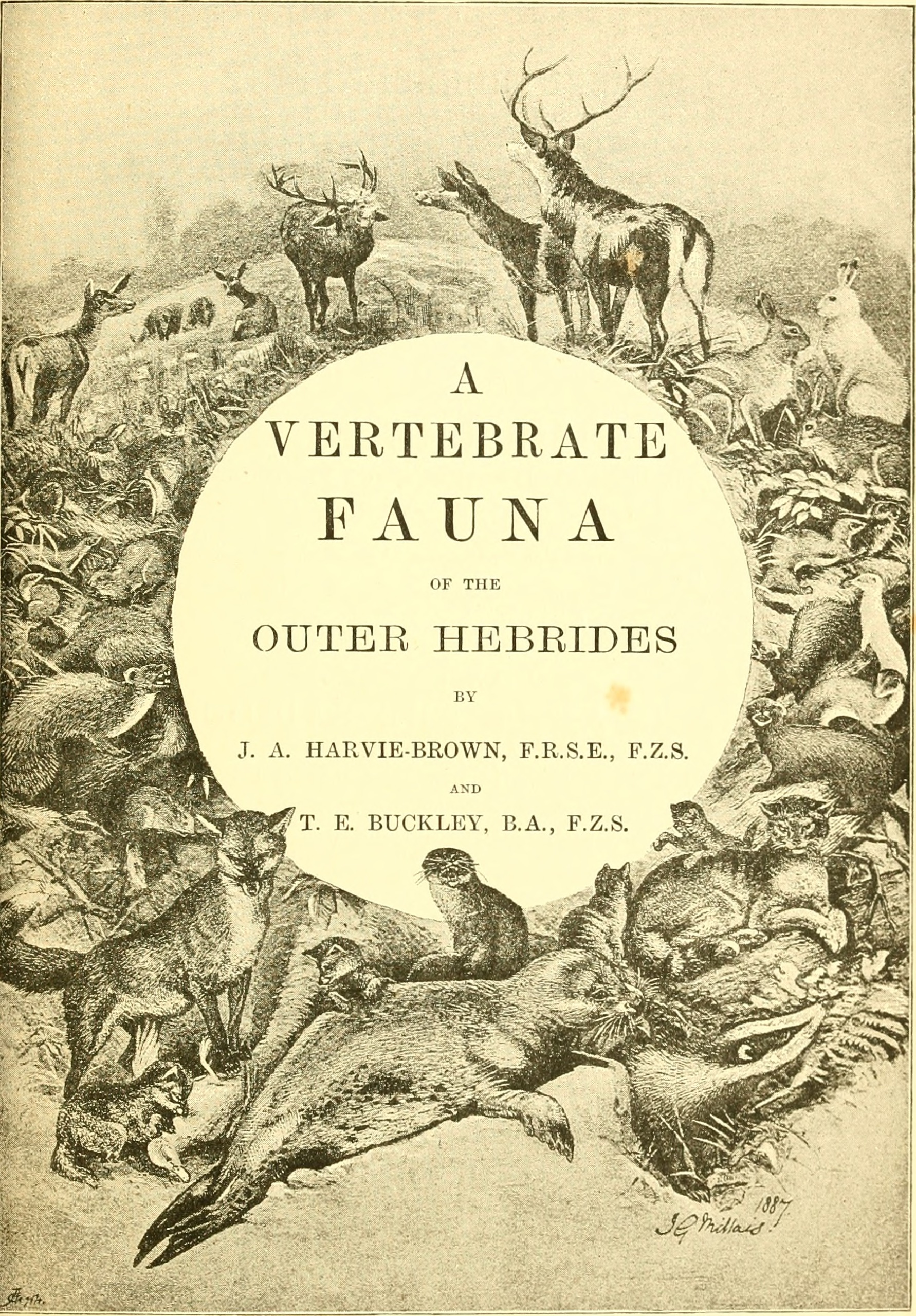
Immagine da Una fauna vertebrata delle Ebridi esterne A vertebrate fauna of the outer Hebrides)
- Rapporto sulla migrazione degli uccelli (1879–1887) (9 volumi.)
- Il gallo cedrone in Scozia (1879)
- La storia dello scoiattolo in Gran Bretagna (1881)
- La fauna vertebrata delle Ebridi esterne (1888) (con M. Forster Heddle, William Anderson Smith e Thomas Edward Buckley)
- Fauna vertebrata di Argyll e delle Ebridi interne (1892) (con Thomas E. Buckley)
- Fauna del bacino Moray (1895) (con Thomas E. Buckley)
- La meravigliosa trota (1898)
- Sull'avifauna delle Ebridi esterne, 1888-1902 (1902), negli Annals of Scottish Natural History: A Quarterly Magazine . . .
- Il falaropo dal collo rosso in Irlanda, nelle Ebridi Esterne e nelle Shetland come specie nidificante (1903), nell'Irish Naturalist
- Viaggi di un naturalista nel nord Europa, Norvegia, 1871, Arcangelo, 1872, Petchora, 1875 (1905)